# Charlotte Robespierre
Charlotte Robespierre, född 1760, död 1834, var en fransk memoarskrivare, syster till Maximilien de Robespierre och Augustin Robespierre. Hon är bland annat känd för sina memoarer, som beskriver hennes liv under franska revolutionen.

## Biografi
Charlotte Robespierre blev tidigt föräldralös och liksom sina syskon omhändertagen av släktingar. Från åtta års ålder fick hon den konventionella uppfostran i en klosterpension, som var den normala för flickor ur över- och medelklassen i det förrevolutionära Frankrike. Hon gifte sig aldrig, men då hennes äldre bror 1781 avslutade sin utbildning och återvände till Arras levde hon med honom och skötte deras hushåll.
Maximilien Robespierre flyttade 1789 till Paris för sin politiska karriär, men hon kvarblev i Arras med sin yngre bror Augustin fram till att även han flyttade till Paris, då hon följde med som hans hushållerska. Hon försökte utan framgång att få Maximilien att flytta från sin inkvartering hos familjen Duplay, vilket ledde till en konflikt mellan henne och familjen.
I sina memoarer beskrev hon sig själv som respektabel och naturlig, med strikt moral och stark lojalitet mot sina bröder, som spelade huvudrollen i hennes liv och var fokus för hennes uppmärksamhet. Samtida vittnen målar å andra sidan bilden av en kvinna med ett eget socialt nätverk, uppbyggt av män i politisk opposition med de två bröderna, och som i någon mån själv var politiskt aktiv och öppet protesterade mot skräckväldets metoder.
Under våren 1794 hamnade hon i en konflikt med sina bröder, varav den yngre skrev att hon inte hade en droppe blod som liknade deras och föreslog att skicka tillbaka henne till Arras. Hon var dock tillbaka i Paris i juni, möjligtvis för att hon behövt fly undan arrest i hemstaden. Hon författade ett brev till sina bröder där hon uttryckte sin sorg över deras attityd gentemot henne och avslutade med att lova att hon skulle hålla sig borta från dem tills de förlåtit henne.
Charlotte Robespierre greps den 31 juni 1794, tre dagar efter att bröderna arresterats och avrättats. Enligt sina memoarer hade hon förgäves bett om att få besöka dem i fängelset, men nekats. I förhör hävdade hon att hon sparkats ut från familjen Duplays hus eftersom hon umgicks med ”kontrarevolutionärer,” att hennes äldre bror ”föraktade henne eftersom hon hade modet att låta honom veta vilken fara han löpte genom att omgärdas så illa,” samt att hon själv nästan fallit offer för revolutionstribunalen. Hon uppger i sina memoarer att hon frigavs sedan hon förmåtts underteckna en bekännelse mot sin bror Maximilien, men ingen sådan har återfunnits.
Napoleon I gav henne en liten pension, som fortsatte att utbetalas även efter hans fall, och som hon tycks ha levt knappt på i en liten lägenhet i Paris fram till sin död.

## Memoarer
Charlotte Robespierre är känd för sina memoarer, som skrevs av Albert Laponneraye med hennes medverkan. Memoarerna skildrar hennes liv med bröderna fram till deras död, med ett starkt fokus på dem snarare än på henne själv, då de beskrivs som fokuset i hennes liv.